# Populus heterophylla
Populus heterophylla är en videväxtart som beskrevs av Carl von Linné. Populus heterophylla ingår i släktet popplar, och familjen videväxter. Inga underarter finns listade i Catalogue of Life.

## Bildgalleri

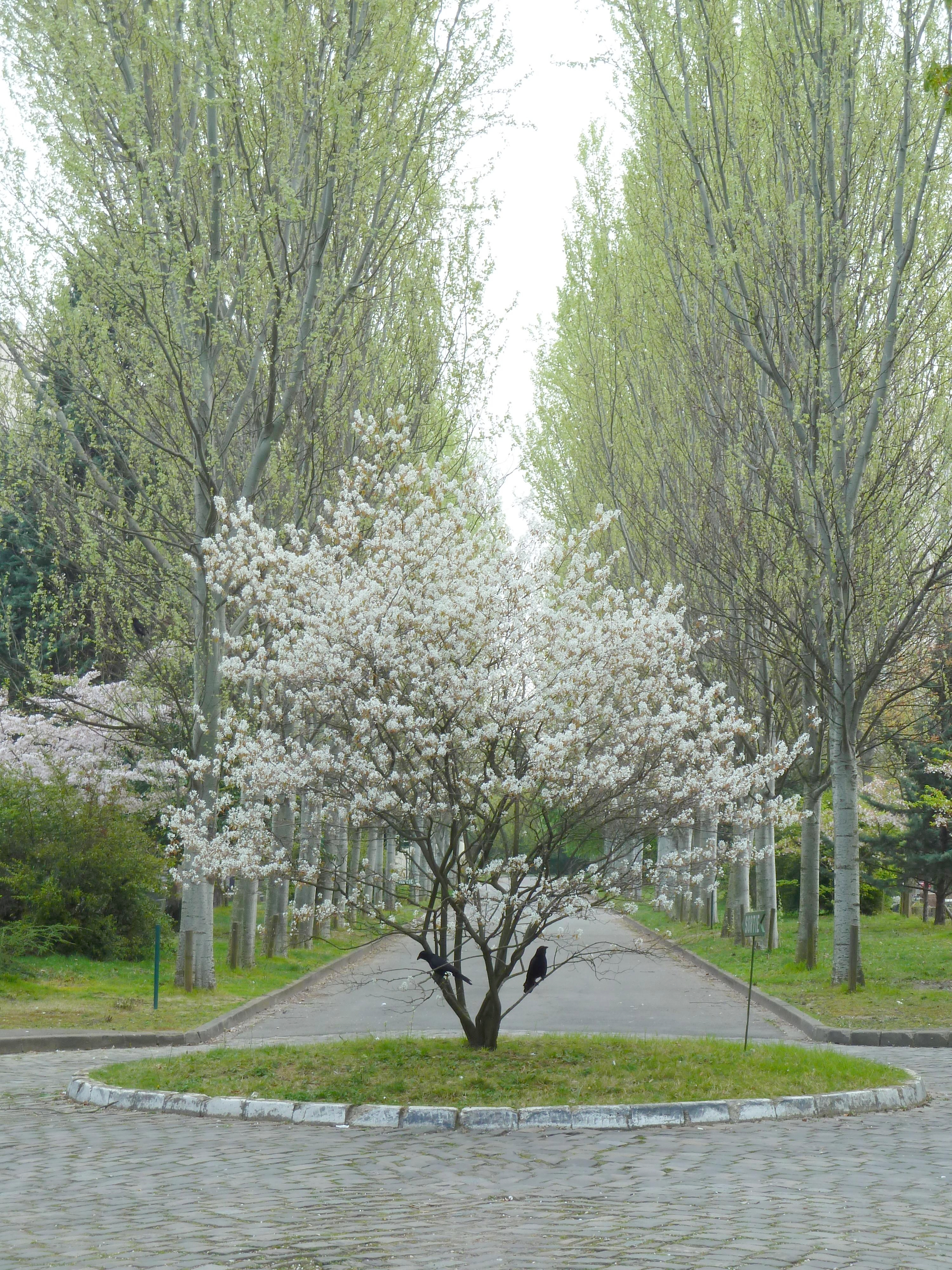
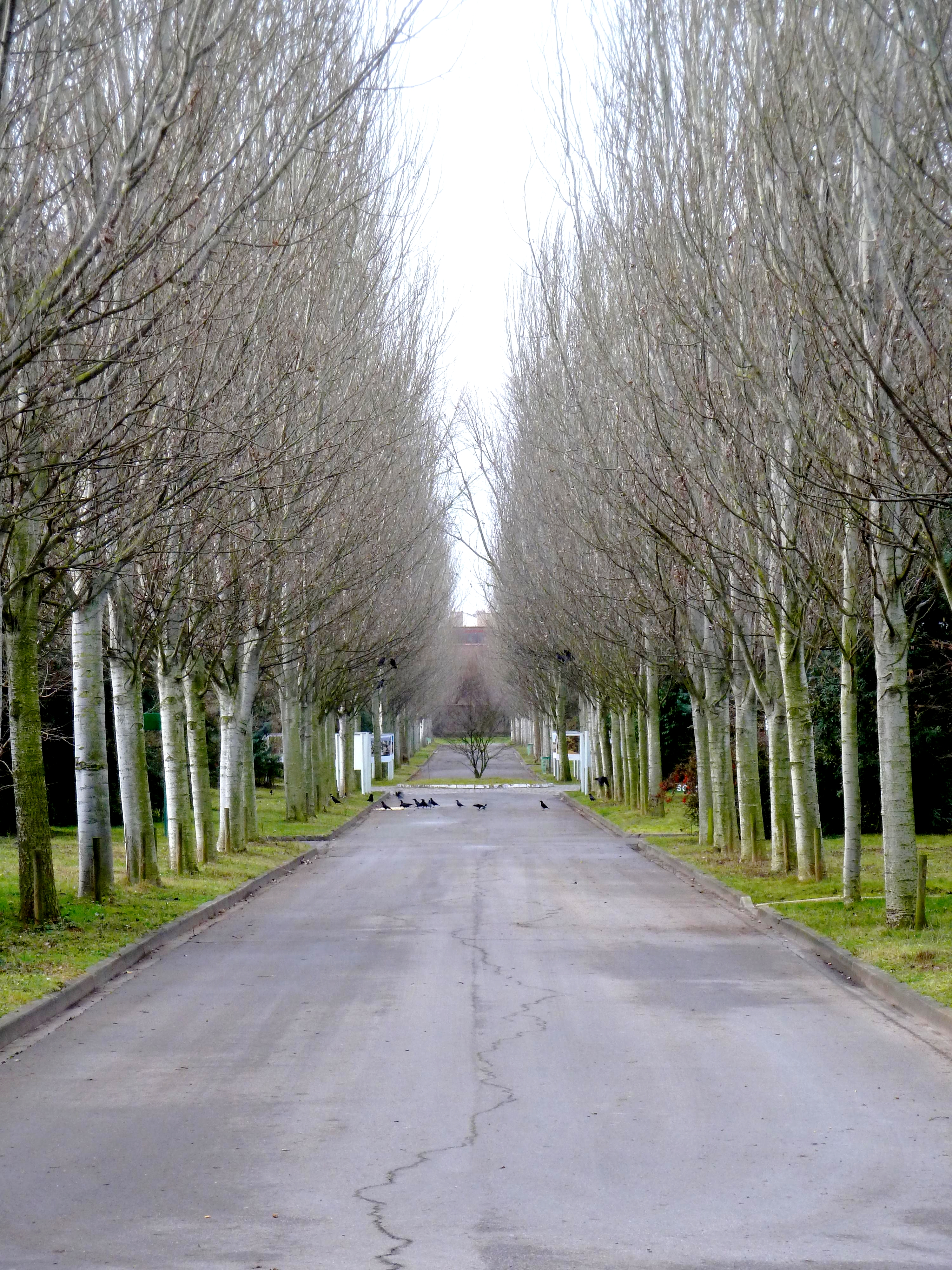
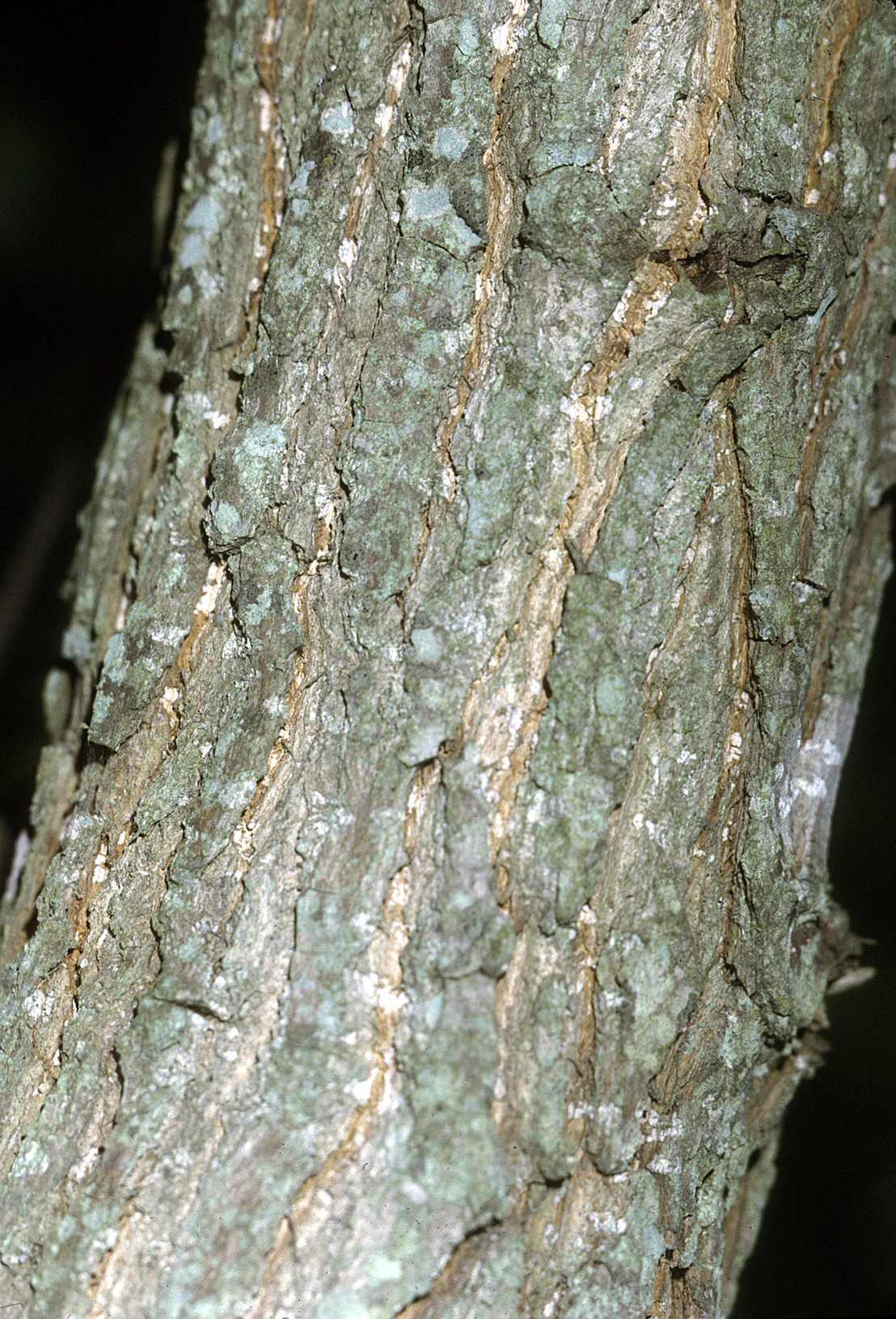
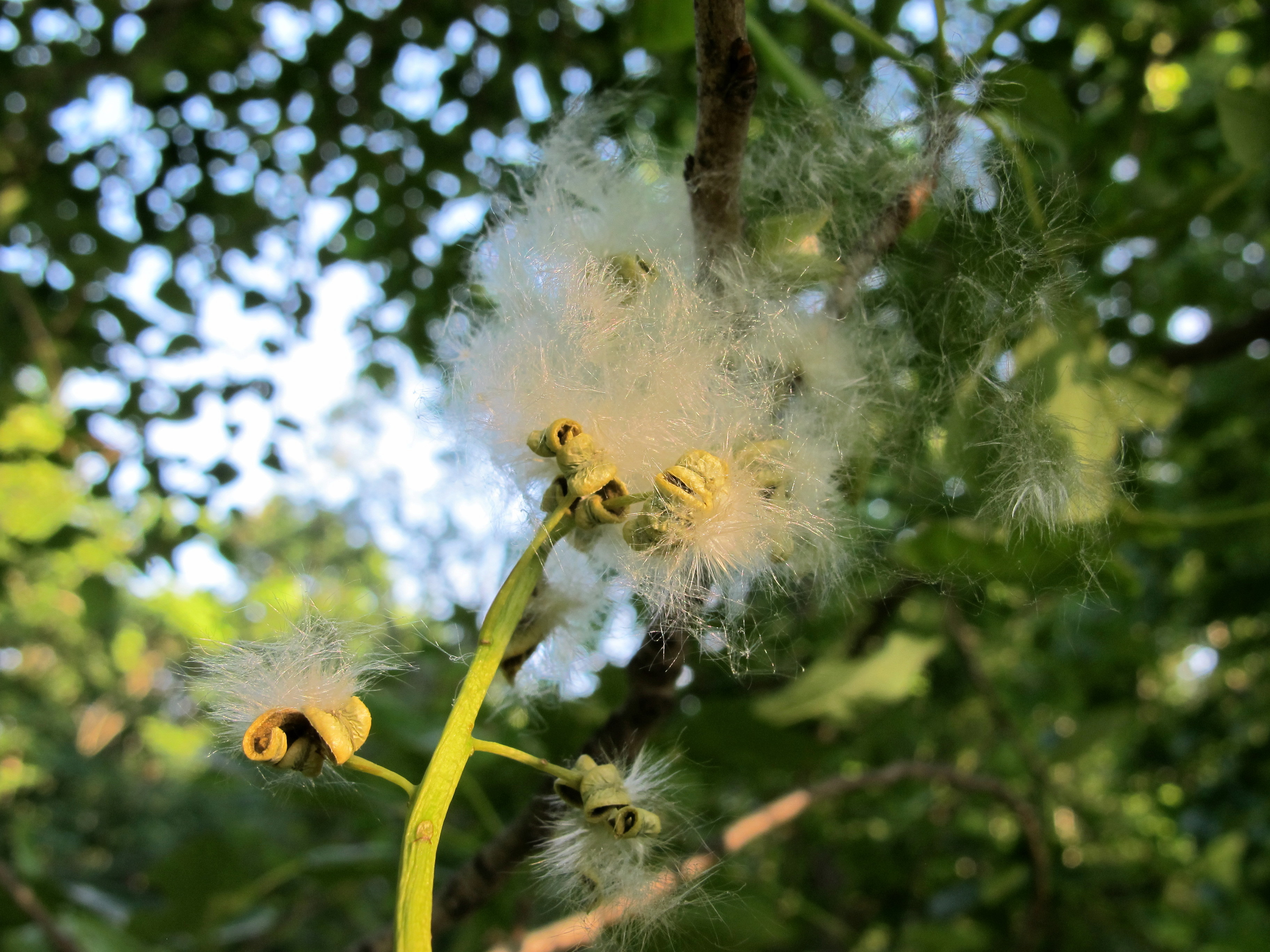